# Iwano-Frankowe
Iwano-Frankowe (ukrainisch Івано-Франкове – bis 1944 Янів/Janiw – bis 1965 Івана Франка/Iwana Franka; polnisch Janów) ist eine Siedlung städtischen Typs im Rajon Jaworiw der Oblast Lwiw im Westen der Ukraine.

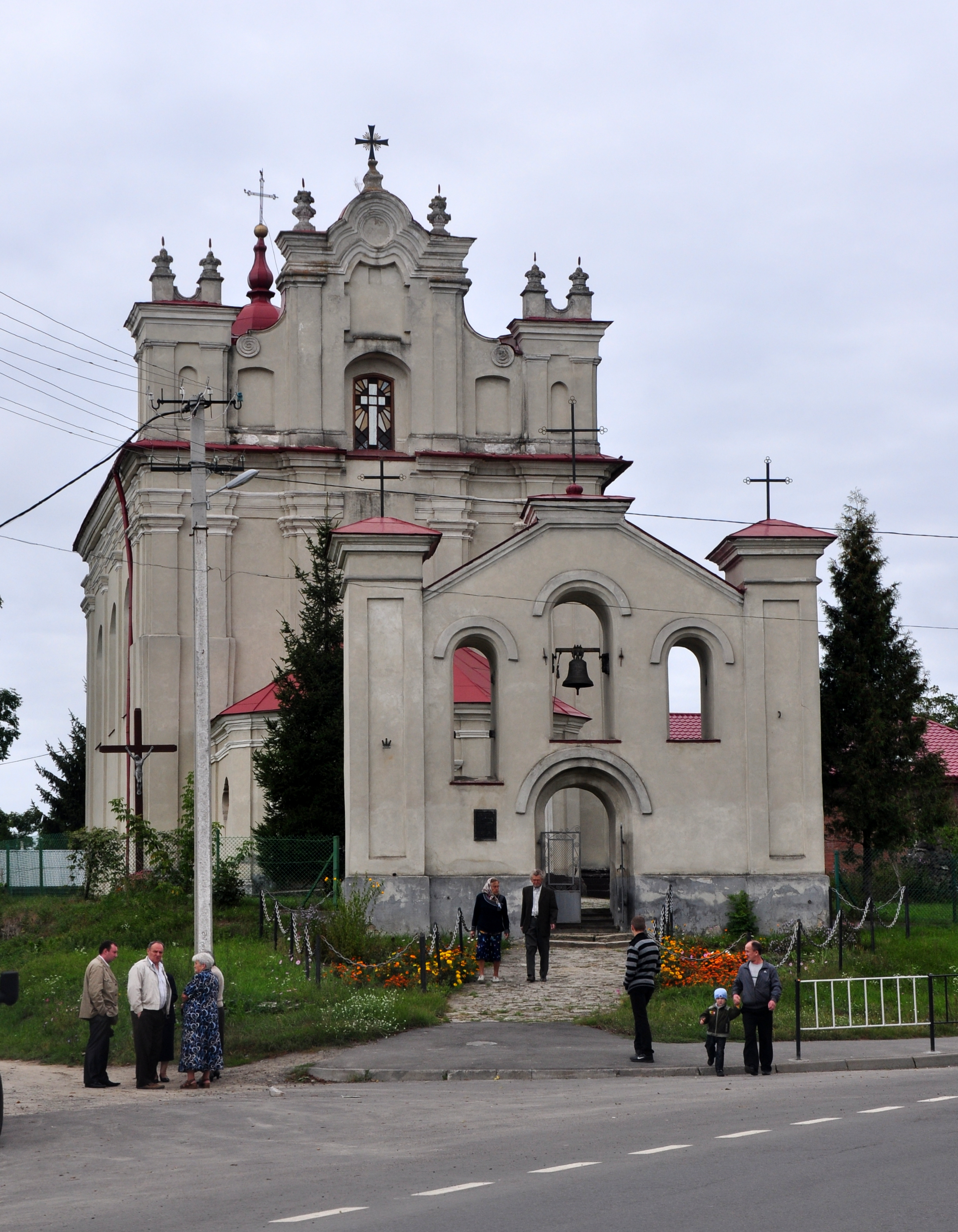
Kirche im Ort

Der Ort liegt an einem künstlich aufgestauten Teich, der vom Fluss Wereschyzja gespeist wird. Die Entfernung zum südöstlich gelegenen Lemberg beträgt etwa 25 Kilometer.
Der Ort entstand im 14. Jahrhundert und erhielt 1611 das Magdeburger Stadtrecht. Bis 1772 gehörte der Ort in der Adelsrepublik Polen-Litauen zur Woiwodschaft Ruthenien. Danach kam der Ort bis 1918 zum österreichischen Galizien und war von 1854 bis 1867 Sitz der Bezirkshauptmannschaft Janów, danach war er Sitz eines Bezirksgerichts im Bezirk Gródek. Nach dem Ende des Ersten Weltkrieges kam der Ort zu Polen (in die Woiwodschaft Lwów), wurde im Zweiten Weltkrieg 1939–1941 von der Sowjetunion und dann bis 1944 von Deutschland besetzt. Das Dorf Zalesie, welches südlich des Ortszentrums lag, wurde schon vor 1939 zum Gemeindegebiet eingemeindet.
Nach dem Ende des Krieges wurde der Ort der Sowjetunion zugeschlagen, dort kam damalige Siedlung unter dem Namen Janiw (Янів) zur Ukrainischen SSR, wurde am 15. August 1944 zu Ehren von Iwan Franko in Iwana Franka (Івана Франка) umbenannt und ist seit 1991 ein Teil der heutigen Ukraine. 1965 wurde der Ort auf seinen heutigen Namen umbenannt.
Am 12. Juni 2020 wurde die Stadt zum Zentrum der neu gegründeten Siedlungsgemeinde Iwano-Frankowe (Івано-Франківська селищна громада/Iwano-Frankiwska selyschtschna hromada). Zu dieser zählen auch die 31 in der untenstehenden Tabelle aufgelistetenen Dörfer; bis dahin bildete sie zusammen mit den Dörfern Lelechiwka und Wereschyzja die Siedlungsratsgemeinde Iwano-Frankowe.
Folgende Orte sind neben dem Hauptort Iwano-Frankowe Teil der Gemeinde:
| Name                     | Name          |
| ukrainisch transkribiert | ukrainisch    |
| ------------------------ | ------------- |
| Birky                    | Бірки         |
| Buda                     | Буда          |
| Dibrowa                  | Діброва       |
| Domaschyr                | Домажир       |
| Dubrowyzja               | Дубровиця     |
| Jamelnja                 | Ямельня       |
| Jasnyska                 | Ясниська      |
| Karatschyniw             | Карачинів     |
| Koschytschi              | Кожичі        |
| Lelechiwka               | Лелехівка     |
| Lissopotik               | Лісопотік     |
| Losyno                   | Лозино        |
| Maltschyzi               | Мальчиці      |
| Oserske                  | Озерське      |
| Palanky                  | Паланки       |
| Poritschtschja           | Поріччя       |
| Rokytne                  | Рокитне       |
| Sadebri                  | Задебрі       |
| Satoka                   | Затока        |
| Schornyska               | Жорниська     |
| Seliw                    | Зелів         |
| Serednij Horb            | Середній Горб |
| Soluky                   | Солуки        |
| Stawky                   | Ставки        |
| Stradtsch                | Страдч        |
| Turytscha                | Турича        |
| Welyki Hory              | Великі Гори   |
| Welykopole               | Великополе    |
| Werchutka                | Верхутка      |
| Wereschtschyzja          | Верещиця      |
| Woroziw                  | Вороців       |